# Sungurlare (huyện)
Sungurlare là một huyện thuộc tỉnh Burgas, Bungaria. Dân số thời điểm năm 2001 là 15409 người.